# Luc Embrechts
Luc Embrechts (Wilrijk, 23 november 1964) is een Vlaams schrijver van jeugdboeken.

## Biografie
Luc Embrechts werd in 1964 geboren in Wilrijk. Hij studeerde Latijns-Grieks aan het Sint-Ritacollege in Kontich en daarna Licentiaat Handelswetenschappen aan de Handelshogeschool in Antwerpen.
In 2003 werd bij uitgeverij Abimo het eerste boek van Embrechts uitgegeven, De Wachter van de Driehoek, deel 1 uit de Dir-Yak-fantasyreeks. In 2011 startte Embrechts met de Zootjesreeksen. Beide reeksen (Vampierzootje en Uitvinderszootje) bestaan uit vier boeken.
In 2008 won zijn boek De Stenen van Urû-Nog de "Karel Verleyen-prijs" in de categorie 9-12 jaar, een prijs die door de kinderen zelf toegekend wordt. En in 2009 won De Beelden van Kasàr het "Bovenste Beste Kinderboek", eveneens in de categorie 9-12 jaar.

### Dir-Yak-reeks
- De Wachter van de Driehoek (2003)
- Onrust in Zar-Nak
- Schaduwkrijgers
- De stenen van Urû-Nog
- Kristalpoorten
- De Beelden van Kasàr
- De Bewakers van Astragan
- Dir-Yak Omnibus 1 (2018, bevat deel 1 en 2 uit de reeks)
- Dir-Yak Omnibus 2 (2019, bevat deel 3 en 4 uit de reeks)
- Dir-Yak Omnibus 3 (2020, bevat deel 5, 6 en 7 uit de reeks)

### Vampierzootje-reeks
- Het vampierelixir (2011)
- De spiegel van Toetan-Thep
- De vampiers strijken terug
- De wraak van Perfidus

### Uitvinderszootje-reeks
- De ijsmodulator (2014)
- Aquasfeer X56A (2015)
- Operatie groen (2017)
- Proxima B (2017)

### Rascal-reeks
- De Bengaalse tijger (2019)
- Het Anthonov-mysterie (2020)
- Pandora (2021)